# Odinstårnet
Odinstårnet (« la tour d'Odin ») était une tour d'observation située sur Bolbro Bakke (« la colline de Bolbro ») à Odense, sur l'île de Fionie (Danemark). La construction de la tour, haute de 177 mètres, eut lieu en 1934–1935, à partir de matériaux restants après la construction de l'ancien pont du Petit Belt, et nécessita 30 tonnes d'acier, 2 700 tonnes de béton, et un demi-million de couronnes danoises, une somme considérable.

## Architecture
Elle possédait deux plates-formes d'observation. La première, située à 70 mètres au-dessus du niveau du sol, était un restaurant avec une grande salle en forme d'étoile pouvant accueillir 160 personnes assises. Son plafond était décoré avec une grande carte de l'île avec Odense en son centre. Toutes les villes de l'île y étaient indiquées par leur direction, leur nom et leurs armoiries. La deuxième plate-forme, située à 140 mètres de hauteur, offrait une vue bien plus grande. Un escalier en colimaçon en partait et permettait d'arriver au Konkyliebaren (le « Bar de la Conque »), où les tables étaient placées sur chaque marche de l'escalier. La cuisine de la tour étaient suspendue sous le restaurant de la première plate-forme, et était considérée comme très moderne.

## Histoire
La tour ouvrit ses portes le 29 mai 1935. Elle devint rapidement un symbole et un objet de fierté pour Odense et toute l'île de Fionie, ainsi qu'une attraction touristique populaire : durant la seule année 1935, elle fut visitée par plus de 213 000 visiteurs, dont de nombreux étrangers. Ceux-ci prétendaient voir la totalité de l'île depuis ses plates-formes d'observation, soit à plus de 50 kilomètres de distance. La tour était aussi un terrain de jeu privilégié des constructeurs de maquettes d'avions.
La tour d'Odin fut détruite à 6h15 du matin le 14 décembre 1944 par une bombe posée par un groupe de saboteurs nazis danois commandés par Henning E. Brøndum. La tour s'effondra totalement, trop endommagé pour être reconstruite. Il fallut deux mois pour enlever les décombres métalliques, et presque dix ans pour le béton.
Le 29 mai 2004, jour du 69e anniversaire de l'inauguration de la tour, des étudiants du Odense Tekniske Gymnasium érigèrent une réplique de 12 mètres de haut de la tour sur le site où elle s'était dressée.

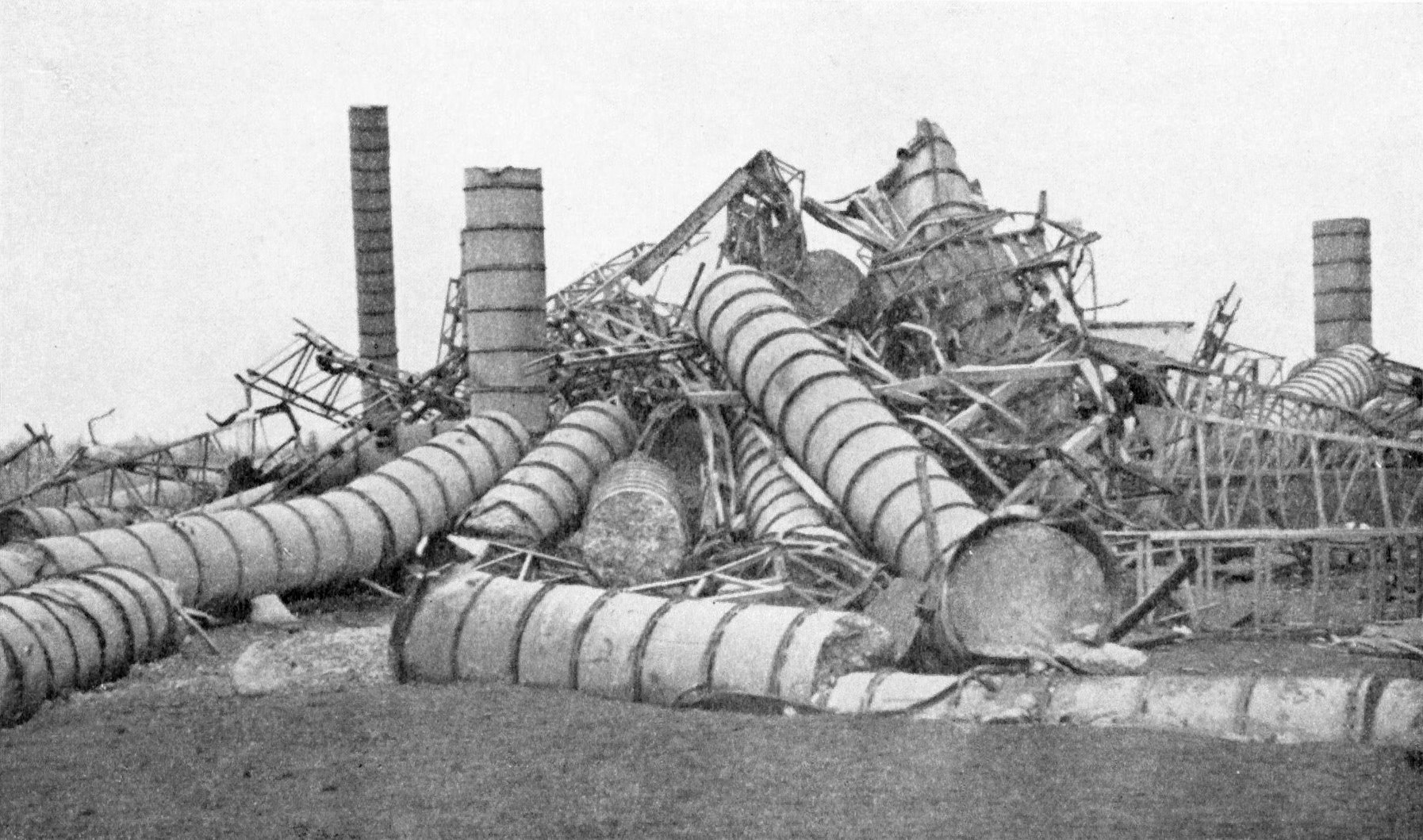
Les ruines de la tour juste après sa destruction.